# 杰米·史達利
杰米·史達利(Jamie Sterry，1995年11月21日—），是一名英格蘭的職業足球運動員，司職右後衛，現效力於英甲球會唐卡斯特流浪足球俱乐部。

## 外部連結
- 足球数据库：杰米·史達利的球员统计数据